# فراز امام‌علی
فراز امامعلی (زادهٔ ۱ بهمن ۱۳۷۳) بازیکن فوتبال اهل ایران است که در پست هافبک هجومی برای باشگاه فوتبال پیکان در لیگ برتر خلیج فارس بازی می‌کند.

## دوران باشگاهی
فراز امامعلی در تیم های پیکان تهران، مس رفسنجان و شمس آذر سابقه بازی دارد.
شمس آذر قزوین
وی در مرداد سال ۱۴۰۲ به تیم فوتبال شمس آذر قزوین پیوست.
اولین گل وی برای تیم شمس آذر در هفته نوزدهم مقابل تیم فوتبال آلومینیوم در قزوین به ثمر رسید. فراز امامعلی در اولین فصل حضورش در شمس آذر قزوین موفق شد به تیم های آلومینیوم ، استقلال و صنعت نفت آبادان گلزنی کنند.
فراز امامعلی در ۱۳ مرداد ۱۴۰۳ از شمس آذر قزوین جدا شد. امامعلی در طی ۲۸ بازی برای شمس‌ آذر آمار ۳ گل و ۱ پاس گل را به ثبت رساند.

## افتخارات

### باشگاهی

#### پیکان
- لیگ آزادگان
  - قهرمان (۱): ۱۳۹۵–۱۳۹۴[۲]